# Koliberek rubinobrody
Koliberek rubinobrody, koliber zwyczajny (Archilochus colubris) – gatunek małego, wędrownego ptaka z rodziny kolibrowatych (Trochilidae), zamieszkujący Amerykę Północną. Nie wyróżnia się podgatunków.

## Zasięg występowania
Koliberek rubinobrody zamieszkuje wschodnią i środkową część USA oraz południową Kanadę. Zimuje w Meksyku, Ameryce Środkowej i na południowej Florydzie.

## Morfologia
U tego gatunku występuje wyraźny dymorfizm płciowy. Zarówno samiec jak i samica są koloru zielonego z białym brzuchem, ale samiec wyróżnia się rubinowym gardłem.
- Długość ciała: 8–10 cm
- Masa ciała: 3 g
- Rozpiętość skrzydeł: 11 cm
- Uderzeń skrzydeł na sekundę: 75

## Rozród
Potrafi wyprowadzić do trzech lęgów w sezonie lęgowym. Samica sama wybiera miejsce i buduje gniazdo na gałęzi drzewa. Pary po kopulacji rozstają się i dalej wszystkim zajmuje się samica. Składa 2 białe jaja (rzadziej 1 lub 3), które wysiaduje przez okres 10–14 dni. Pisklęta opuszczają gniazdo po 18–22 dniach od wyklucia, choć samica dokarmia je jeszcze przez kilka dni. Młode prawdopodobnie są zdolne do rozrodu już w następnym sezonie lęgowym.

## Status
Międzynarodowa Unia Ochrony Przyrody (IUCN) uznaje koliberka rubinobrodego za gatunek najmniejszej troski (LC – least concern) nieprzerwanie od 1988 roku. W 2019 roku organizacja Partners in Flight szacowała liczebność populacji lęgowej na około 36 milionów osobników. Trend liczebności populacji uznaje się za wzrostowy.

## Galeria

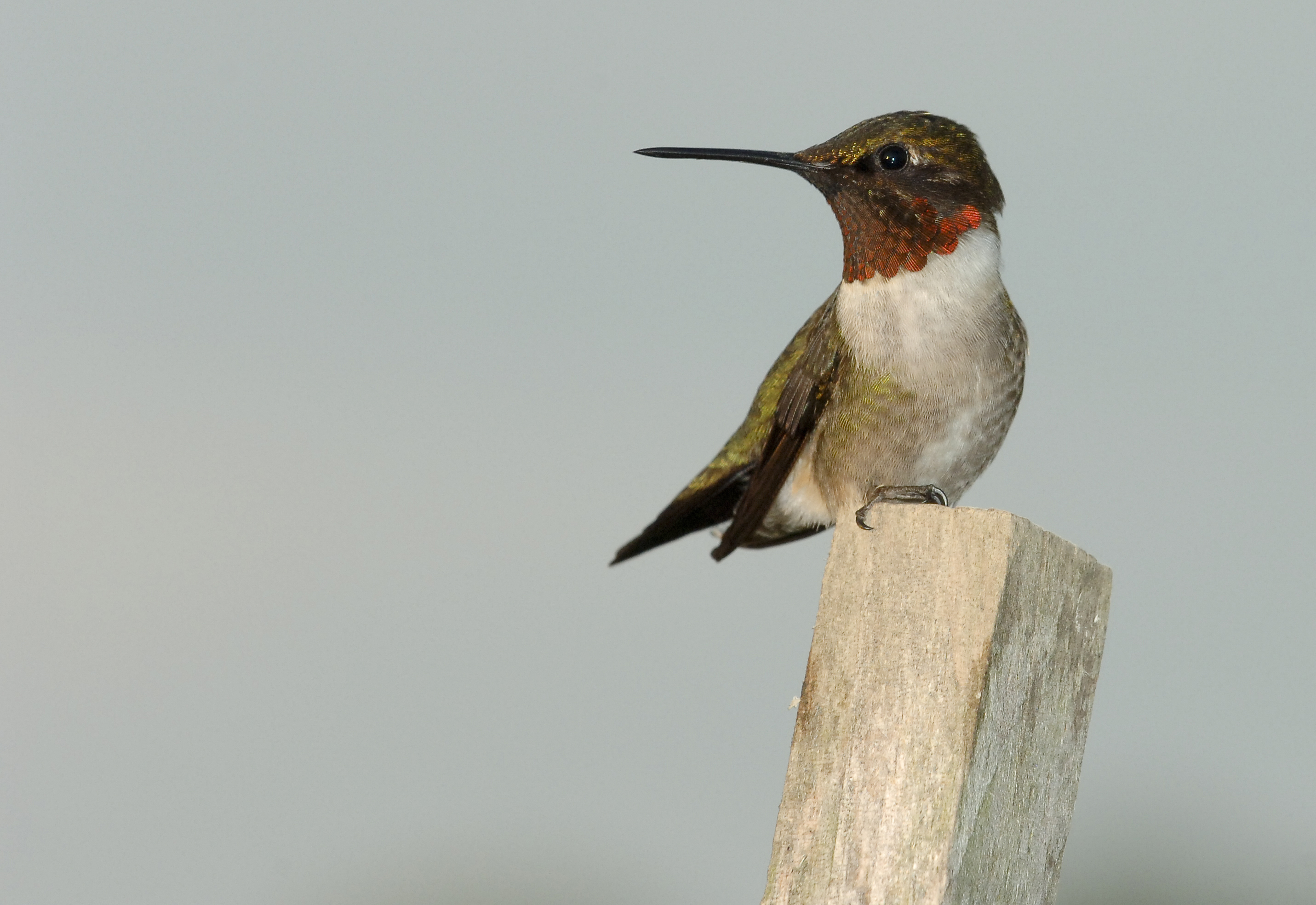
Samiec pilnujący swego terytorium
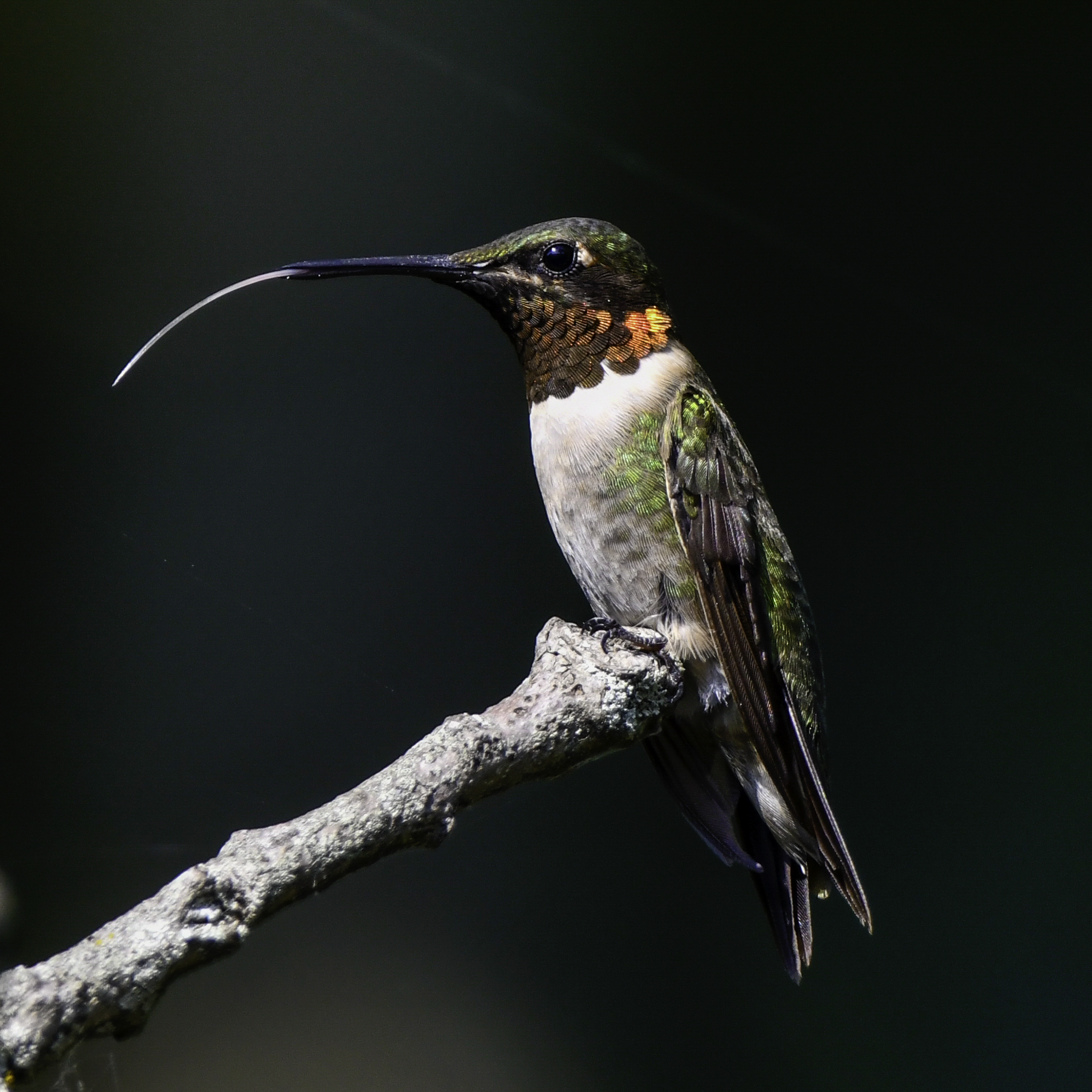
Samiec z wysuniętym językiem
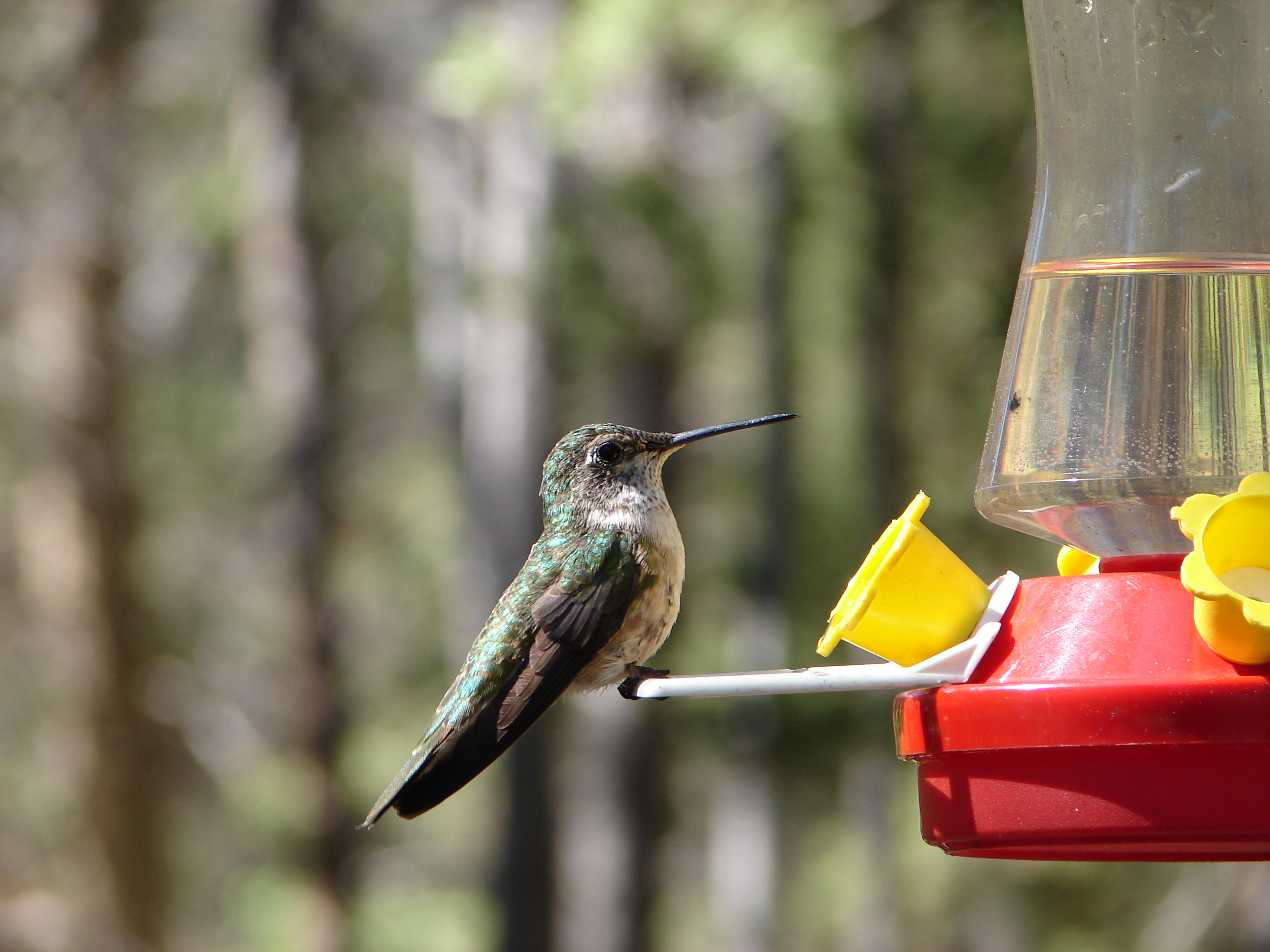
Samica przy poidełku dla kolibrów
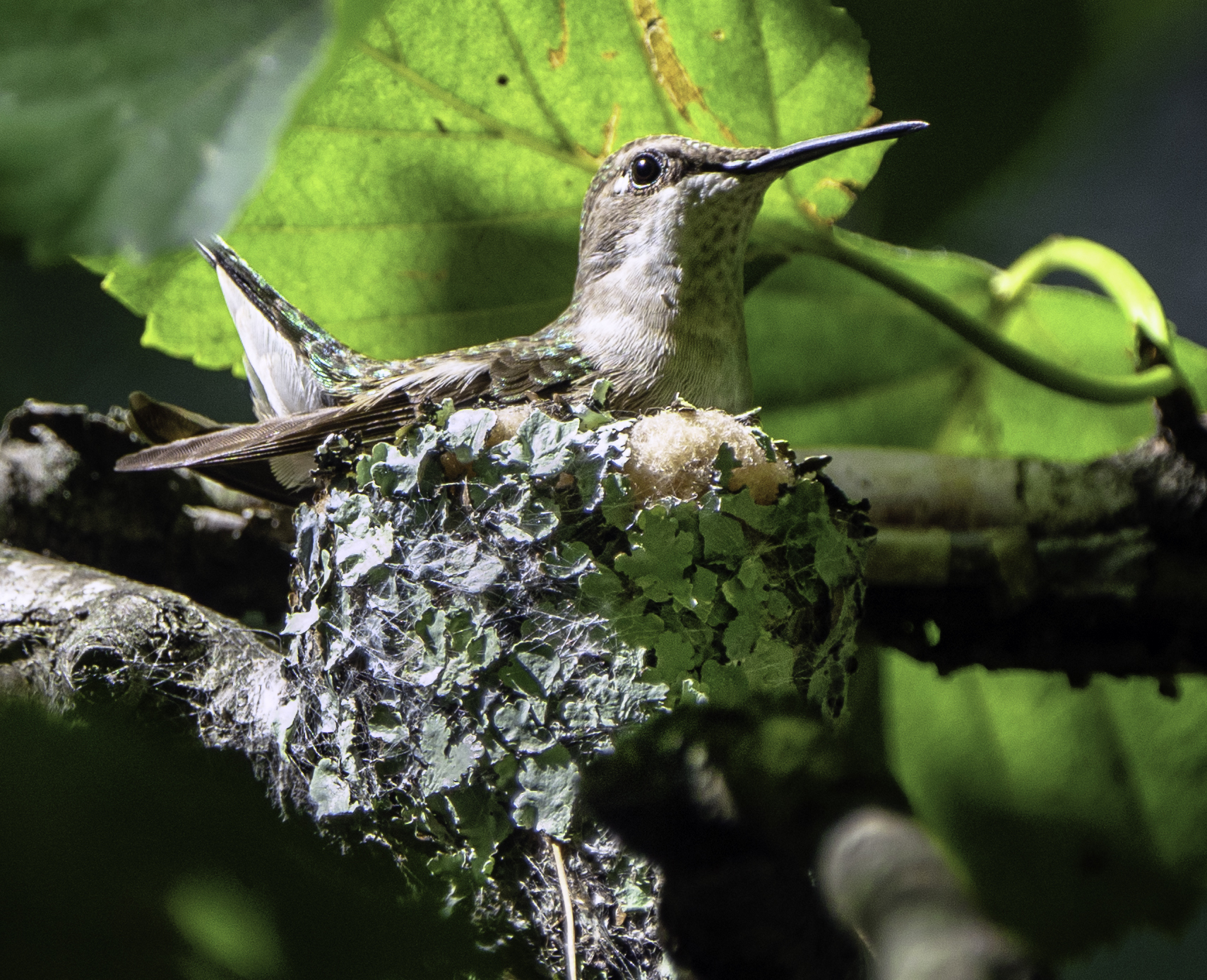
Samica na gnieździe
- Krótki film – samiec przy poidełku dla kolibrów